# Национальность
Национальность — принадлежность человека к определённой нации или к определённому национальному государству.
Понятие национальность в преобладающем случае определяется в качестве правовых отношений между отдельным лицом и государством; принадлежности человека к определённому гражданству. Национальность предоставляет человеку государственную юрисдикцию и защиту со стороны государства. Каковы эти права и обязанности, варьируются от государства к государству.
По обычаям и международным конвенциям, каждое государство вправе определять, кто является его гражданами. Такие определения являются частью законодательства о гражданстве. В некоторых случаях определения гражданства также регулируются публичным международным правом — например, договорами об апатриде и Европейской конвенцией о гражданстве.
В названии Совета Национальностей Верховного Совета СССР понятие национальность употреблялось в значении представленных в палате национальных территориальных образований (союзные республики, автономные республики, автономные области, автономные округа), то есть в значении, близком к европейскому, на почве которого и сформировалось специфически советское понимание национальности как принадлежности человека к определённой культурно-этнической общности, имеющей либо собственную национальную (государственную) автономию в СССР или за его пределами, либо, в отдельных случаях, право на неё (по этому принципу признаку национальности в официальной советской терминологии отличались от народностей (ср. ethnicity) — обычно субэтносов — за которыми такого права не предусматривалось и которые не фиксировались в паспортах).
Это значение национальности, сложившееся на постсоветском пространстве и более характерное для русского языка, тождественно этнической идентичности и не определяется политическими границами или владением паспортом, и включает в себя людей в странах, у которых отсутствует собственное независимое национальное государство (например, арамейцы, шотландцы, валлийцы, англичане, баски, каталонцы, курды, белуджи, боснийцы, кашмирцы, палестинцы, инуиты, копты, маори, сикхи, секеи и зулусы). Отдельные лица также могут считаться гражданами групп с автономным статусом, которые передали некоторую власть государству.

## Национальность в Европе
В большинстве современных европейских языков соответствующий термин (например, англ. nationality) в официальных документах обозначает государственную принадлежность — гражданство или подданство. В этом же смысле говорится (в том числе и в русском языке) о национальном государстве как обладающем полнотой суверенитета, противопоставляемом колониям и постсовременным государствам.

## Национальность в России
Российская Федерация является многонациональным государством.
Во время переписи 1897 года принадлежность населения определялась только по языковому и по религиозному признакам. В 2015 году, согласно данным Федерального агентства по делам национальностей, в России проживало 193 народа (национальности). Национальности различались по языковому признаку. Отдельно выделялись кряшены, хемшилы, кереки, бесермяне, сойоты, челканцы и езиды.
В статье 26 Конституции Российской Федерации — России указано, что каждый вправе определять и указывать свою национальную принадлежность, и никто не может быть принужден к определению и указанию своей национальной принадлежности.
Так Пресненский районный суд города Москвы отказался в 2009 году выносить решение по факту принадлежности гражданина России к еврейской национальности, указав, что «вынесение судом решения об установлении факта принадлежности к определенной национальности противоречило бы конституционному принципу свободы выбора и указания гражданином своей национальной принадлежности, поскольку означало бы издание органом государственной власти России акта, установившего принадлежность гражданина России к определенной национальности».
В настоящее время в России право граждан определять свою национальность (этническую принадлежность) самостоятельно и произвольно привело к любопытному явлению: во время переписи населения в федерации люди сообщали о своей национальности и принадлежности к народам, существование которых как отдельных наций под вопросом (к примеру, казаки, поморы, скифы), либо вообще к несуществующим (хоббиты, эльфы, орки и прочие).
В итоге приказом Росстата № 74, от 27 января 2010 года, был утверждён «Алфавитный перечень возможных вариантов ответов населения — Всероссийской переписи населения 2010 года» (в опросном листе национальность — пункт № 7). Значительно увеличившийся список ограничен 1 840 национальностями, среди которых, в частности, представлены «помесь», «советские», «человек земли», «человек мира», «иностранцы», «интернационалисты» и «жители вселенной», «бульбаши», «чухонцы», «чалдоны», «фараоны» и «скобари».

## Национальности в СССР
Групповая категоризация населения по эксклюзивному этническому признаку началась с переписи населения СССР 1926 года и этническая национальность была утверждена как всеобщий атрибут личности. Национальность собственных граждан в Советском Союзе (не иностранцев) определялась не государственной, культурной, религиозной или языковой принадлежностью, а кровным происхождением — «национальностью» родителей — и была обязательным пунктом гражданского паспорта, свидетельства о рождении, а также массы других советских учётных документов.
В «Личном листке по учёту кадров» паспортных органов МВД СССР, на основании которого заполнялся и выдавался паспорт, «национальность» являлась пятой графой. В просторечии эту «5-ю графу», ставшую устоявшимся и крылатым выражением, часто ошибочно приписывают паспорту СССР. При получении первого гражданского паспорта в шестнадцатилетнем возрасте гражданин должен был указать свою национальность. Если он родился в однонациональной семье, то в пятую графу записывалась национальность родителей, если в смешанной, то до 1975 года записывалась национальность отца. Начиная с нового Положения о паспортах СССР 1975 года стал возможен выбор между национальностью матери и отца. Гражданин однако имел право делать этот выбор только один раз в жизни — при получении своего первого паспорта. При затруднении в выборе между национальностью отца или матери паспортные органы внутренних дел рекомендовали записывать как и до 1975 года — национальность отца. При этом языковой фактор никакого влияния не имел, так что появился феномен граждан СССР, не владеющих своим национальным языком.
В СССР национальности противопоставлялись народностям. К национальностям относили:
- титульные народы союзных республик (украинцы, белорусы, молдаване и пр.)
- титульные народы автономных республик СССР, автономных областей и национальных округов (евреи, алтайцы, адыгейцы и пр.)
- этнические группы, обладающие общим самосознанием, языком и происхождением (цыгане, ижорцы, тофалары и пр.)
- представители зарубежных народов (югославы, французы, румыны и пр.)
  - В редких случаях к одной национальности относили граждан разных государств, которые имели общее происхождение, самоназвание и язык (арабы, корейцы, немцы и пр.)

В то же время ряд этнических групп не выделялись особо и объединялись с другими родственными национальностями:
- поморы и казаки с русскими,
- русины с украинцами,
- сваны с грузинами,
- латгальцы с латышами (хотя в 1926 году латгальцы считались отдельной национальностью[11]),
- сету с эстонцами,
- людики с карелами,
- кряшены с татарами,
- водь с ижорцами.

К народностям относились малочисленные народы Севера (ительмены, алеуты, эвены и пр.), Дагестана (аварцы, агулы, цахуры и пр.) и т. п.

## Национальность в Казахстане
Национальность (каз. ұлт) в Казахстане определяется на основании задокументированной национальности родителей. Дети из смешанных семей могут выбрать национальность по отцу, либо по матери. При этом, согласно п.1, статьи 19, Конституции Республики Казахстан, «Каждый вправе определять и указывать или не указывать свою национальную, партийную и религиозную принадлежность», из чего следует право каждого самостоятельно определять свою национальность, однако, ряд законодательных актов, в том числе Кодекс РК «О браке и семье», жёстко ограничивает право национального самоопределения, так как жёстко устанавливает определение национальности детей по задокументированной национальности их родителей.

## Национальность в Китае
В Китае к национальностям относят этнические группы (кит. 族, цзу) отличные от титульной нации и населяющие особые автономные районы: ачаны, бай, баоань, буи, буланы, ва, гаошань, гэлао, дайцы, дауры, дунсян, корейцы, казахи, киргизы, лаху, ли, лису, лоба, маньчжуры, монголы, маонань, мэньба, мулао, мяо, наси, ну, орочоны, пуми, русские, салары, сибо, татары, таджики, тибетцы, ту, туцзя, узбеки, уйгуры, хуэй, цян, шуйцы, шэ, эвенки, яо и пр.